# جروح (مسلسل)
جروح هو مسلسل إثارة مغربي من إخراج أحمد أكساس سنة 2022، وبطولة كل من رشيد الوالي، كريمة غيث، محسن مالزي، فاطمة الزهراء بناصر، نعيمة إلياس، نادية النيازي، ناصر أقباب، وداد إلما، وغيرهم. بث المسلسل بتاريخ 17 فبراير 2022 على منصة شاهد.

## قصة المسلسل
تعود سمرة إلى قريتها بعد غياب 30 سنة للانتقام من الطاغية الموجود في الحكم والذي قتل والدها الفقير وحرق منزلهما، لكن مهمتها لن تكون سهلة وعليها المرور بمجموعة من التحديات في سبيل تحقيق هدفها.

## طاقم التمثيل
- رشيد الوالي (الوافي)
- كريمة غيث (سمرة)
- محسن مالزي (الطيب)
- فاطمة الزهراء بناصر (فاطمة)
- نعيمة إلياس (رفيقة)
- نادية النيازي (حليمة)
- ناصر أقباب (بوشعيب)
- وداد إلما (نورة)
- يحيى الفاندي (علي)
- ساندية تاج الدين (نظيرة)
- رضا العلوي (غالي)
- وحيد السنوجي (رائد)
- ياسين أحجام (والد سمرة)
- محمد حميمصة (الشركي)
- عبد الحق بلمجاهد (حميد)

## وصلات خارجية
- جروح على موقع IMDb (الإنجليزية)
- جروح على موقع قاعدة بيانات الأفلام العربية
- جروح على موقع قاعدة بيانات الفيلم (الإنجليزية)